# Acanthormius alius
Acanthormius alius är en stekelart som beskrevs av Papp 1986. Acanthormius alius ingår i släktet Acanthormius och familjen bracksteklar. Inga underarter finns listade i Catalogue of Life.